# 中島玲
中島 玲（なかじま れい、1998年6月27日 -)は、日本のキックボクサー、元プロボクサー。ハイブリッドアカデミー所属。現KNOCK OUT-BLACKウェルター級王者。元日本スーパーウェルター級暫定王者。ボクシング時代は寝屋川石田ボクシングクラブに所属していた。大阪府池田市出身。

## 人物
幼少の頃から空手とキックボクシングを学び、高校からボクシングを始めた。
興國高校卒業後、東京農業大学に入学(後にプロ入りのため中退)。
2016年、交通事故で首を骨折するも、3年で完治。

## 来歴

### プロボクシング
2019年7月12日のプロデビュー戦は判定勝ち。
また2020年10月9日に後楽園ホールにて行われた「ゴールデンチャイルドボクシングvol.128」のメインで前OPBF東洋太平洋ミドル級王者細川チャーリー忍とミドル級8回戦を行い、8回2-1（77-75×2、74-78）判定勝ちの金星を挙げた。
その後2021年4月21日に後楽園ホールで日本スーパーウェルター級王者松永宏信と日本スーパーウェルター級タイトルマッチを行い、10回0-3(94-96、93-97×2)判定負けを喫してプロ初黒星で日本王座獲得ならず。
そして2022年11月27日、大阪府豊中市176BOXで日本スーパーウェルター級2位の越川孝紀と日本スーパーウェルター級次期挑戦者決定戦を行う予定だったが、越川の体調不良で試合中止となり不戦勝で次期王座挑戦者となった。
2023年4月1日、大阪府立体育会館にて行われた「3150FIGHT SURVIVAL Vol.4」で日本スーパーウェルター級2位の加藤寿と日本スーパーウェルター級暫定王者決定戦を行い、9回1分27秒TKO勝ちで日本暫定王座獲得。
2023年8月8日、後楽園ホールで行われた「ダイヤモンドグローブ」のセミファイナルで正規王者出田裕一と日本スーパーウェルター級王座統一戦を行い、1-2（96-94、94-96×2）の判定負けを喫し王座統一に失敗し王座陥落。中島が4ヶ月間保持していた暫定王座は出田の正規王座に吸収される形で消滅した。

### プロキックボクシング
2024年2月20日、キックボクシング転向を表明、K-1参戦とともに2024年3月20日に開催される「K-1 WORLD MAX 2024」のK-1 WORLD MAX 2024 -70㎏世界最強決定トーナメント・開幕戦に出場することが発表された。
2024年3月20日、K-1 WORLD MAX 2024 -70㎏世界最強決定トーナメント・開幕戦で元RKSウェルター級王者のヴィクトル・アキモフと対戦し、2RにバックブローでKO負けを喫しトーナメント初戦敗退となった。本来は元WBCムエタイ世界スーパーミドル級暫定王者のウマール・セマタと対戦予定だったが、セマタが入国ビザ発給のトラブルで入国不可となったため、アキモフが代役出場することとなった。
2024年6月23日、KNOCK OUT CARNIVAL 2024 SUPER BOUT "BLAZE"でバズーカ巧樹と対戦し、3Rに右ストレートでTKO勝ちを収めキックボクシング初勝利を飾った。
2024年10月12日、MAROOMS presents KNOCK OUT 2024 vol.5のKNOCK OUT-BLACKウェルター級王座決定トーナメント準決勝で漁鬼と対戦し、ダウンの応酬の末3-0の判定勝ちを収め決勝進出となった。
2024年12月30日、 K.O CLIMAX 2024のKNOCK OUT-BLACKウェルター級王座決定トーナメント決勝戦で元Krushウェルター級王者の渡部太基と対戦し、初回に3度ダウンを奪い2分41秒KO勝ちを収めトーナメント優勝並びに王座獲得に成功し渡部に引導を渡した。試合後リング上でマイクを握りKNOCK OUT-BLACKスーパーライト級王者の鈴木千裕との対戦をアピールした。

## 戦績

### プロキックボクシング
| キックボクシング 戦績 | キックボクシング 戦績 | キックボクシング 戦績 | キックボクシング 戦績 | キックボクシング 戦績 | キックボクシング 戦績 | キックボクシング 戦績 |
| --------------------- | --------------------- | --------------------- | --------------------- | --------------------- | --------------------- | --------------------- |
| 5 試合                | (T)KO                 | 判定                  | その他                | 引き分け              | 無効試合              |                       |
| 3 勝                  | 2                     | 1                     | 0                     | 0                     | 0                     |                       |
| 2 敗                  | 1                     | 1                     | 0                     | 0                     | 0                     |                       |

| 勝敗 | 対戦相手                 | 試合結果                           | 大会名                                                                                          | 開催年月日     |
| ×    | ユリアン・ポズドニアコフ | 3R終了 判定0-3                     | MAROOMS presents KNOCK OUT 2025 vol.2                                                           | 2025年4月6日   |
| ○    | 渡部太基                 | 1R 2:41 KO（左フック）             | K.O CLIMAX 2024 【KNOCK OUT-BLACKウェルター級王座決定トーナメント決勝戦】                       | 2024年12月30日 |
| ○    | 漁鬼                     | 3R終了 判定3-0                     | MAROOMS presents KNOCK OUT 2024 vol.5 【KNOCK OUT-BLACKウェルター級王座決定トーナメント準決勝】 | 2024年10月12日 |
| ○    | バズーカ巧樹             | 3R 2:04 TKO（右ストレート）        | KNOCK OUT CARNIVAL 2024 SUPER BOUT “BLAZE”                                                      | 2024年6月23日  |
| ×    | ヴィクトル・アキモフ     | 2R 1:45 KO（左バックハンドブロー） | TRHD presents K-1 WORLD MAX 【K-1 WORLD MAX 2024 -70㎏世界最強決定トーナメント・開幕戦】        | 2024年3月20日  |

### ボクシング
- アマチュア - 39戦26勝13敗
- プロ - 9戦6勝（1KO）3敗

| 戦           | 日付          | 勝敗 | 時間    | 内容    | 対戦相手                     | 国籍 | 備考                                   |
| ------------ | ------------- | ---- | ------- | ------- | ---------------------------- | ---- | -------------------------------------- |
| 1            | 2019年7月12日 | ☆    | 6R      | 判定3-0 | 阪田壮亮（本多）             | 日本 | プロデビュー戦                         |
| 2            | 2019年9月29日 | ☆    | 6R      | 判定3-0 | 梁世烈                       | 韓国 |                                        |
| 3            | 2019年12月8日 | ☆    | 6R      | 判定3-0 | パトンサック・パトンポートン | タイ |                                        |
| 4            | 2020年10月9日 | ☆    | 8R      | 判定2-1 | 細川チャーリー忍（金子）     | 日本 |                                        |
| 5            | 2021年4月21日 | ★    | 10R     | 判定0-3 | 松永宏信（横浜光）           | 日本 | 日本スーパーウェルター級タイトルマッチ |
| 6            | 2022年4月24日 | ☆    | 8R      | 判定3-0 | 中田勝浩（井岡）             | 日本 |                                        |
| 7            | 2023年4月1日  | ☆    | 9R 1:27 | TKO     | 加藤寿（熊谷コサカ）         | 日本 | 日本スーパーウェルター級暫定王座決定戦 |
| 8            | 2023年8月8日  | ★    | 10R     | 判定1-2 | 出田裕一（三迫）             | 日本 | 日本スーパーウェルター級王座統一戦     |
| 9            | 2024年1月9日  | ★    | 8R      | 判定0-3 | 京原和輝（博多協栄）         | 日本 |                                        |
| テンプレート |               |      |         |         |                              |      |                                        |

## 獲得タイトル
- 日本スーパーウェルター級暫定王座（防衛0）
- 第2代KNOCK OUT-BLACKウェルター級王座